# ウィリアム・ブラバゾン (第9代ミーズ伯爵)
第9代ミーズ伯爵ウィリアム・ブラバゾン（英語: William Brabazon, 9th Earl of Meath、1769年7月6日 – 1797年5月26日）は、アイルランド王国の貴族、政治家。1779年から1790年までブラバゾン卿の儀礼称号を使用した。

## 生涯
第8代ミーズ伯爵アンソニー・ブラバゾンとグレース・リー（Grace Leigh、1812年10月23日没、ジョン・リーの娘）の息子として、1769年7月6日に生まれた。
1789年から1790年までダブリン・カウンティ選挙区の代表としてアイルランド庶民院議員を務め、1790年1月4日に父が死去するとミーズ伯爵位を継承した。1793年から1797年までウィックロー県首席治安判事を務めた。
1797年5月26日にゴア氏（Mr. Gore）との決闘で死去した。生涯未婚だったため、弟ジョン・シャンブレが爵位を継承した。